# Chrysopilus magnipennis
Chrysopilus magnipennis är en tvåvingeart som beskrevs av Enrico Adelelmo Brunetti 1909. Chrysopilus magnipennis ingår i släktet Chrysopilus och familjen snäppflugor.
Artens utbredningsområde är Sri Lanka. Inga underarter finns listade i Catalogue of Life.